# الكويت في الألعاب البارالمبية الصيفية 2024
شارك الكويت في دورة الألعاب البارالمبية الصيفية 2024 المقامة في باريس، فرنسا، في الفترة ما بين 28 أغسطس إلى 8 سبتمبر.

## الحائزون على الميداليات
فيما يلي قائمة بالرياضيين الكويتيين الفائزين بالميداليات في الألعاب: أسماء الفائزين بالميداليات مكتوبة بالخط العريض.
| ميدالية | اسم          | رياضة       | حدث               | تاريخ    |
| ------- | ------------ | ----------- | ----------------- | -------- |
| ذهبية   | فيصل سرور    | ألعاب القوى | 100 متر رجال F63  | 3 سبتمبر |
| برونزية | فيصل الراجحي | ألعاب القوى | 5000 متر رجال T54 | 31 أغسطس |

## المتنافسون
فيما يلي قائمة بأعداد المتنافسين في الألعاب.
| رياضة       | الرجال | النساء | المجموع |
| ----------- | ------ | ------ | ------- |
| ألعاب القوى | 2      | 0      | 2       |
| المجموع     | 2      | 0      | 2       |

## ألعاب القوى
حقق رياضيو المضمار والميدان الكويتيون النتائج التالية في بطولة العالم لذوي الاحتياجات الخاصة 2023، و 2024، نتيجة لأداءهم العالي، واستوفوا معيار الدخول الأدنى (MES).
- ملاحظة–الترتيب المعطى لأحداث المضمار يكون ضمن تصفيات الرياضي فقط
- Q = مؤهل للجولة التالية
- q = مؤهل للجولة التالية باعتباره الخاسر الأسرع أو، في أحداث الميدان، حسب المركز دون تحقيق هدف التأهل
- DQ = غير مؤهل
- PR = السجل البارالمبي
- AR = السجل الإقليمي (أو القاري)
- NR = السجل الوطني
- SB = أفضل موسم
- N/A = الجولة غير قابلة للتطبيق على الحدث
- Bye = الرياضي غير مطالب بالمنافسة في الجولة

أحداث المضمار
| رياضي        | حدث               | حرارة    | حرارة | أخير  | أخير |
| رياضي        | حدث               | نتيجة    | رتبة  | نتيجة | رتبة |
| ------------ | ----------------- | -------- | ----- | ----- | ---- |
| فيصل الراجحي | 5000 متر رجال T54 | 11:18.74 | 5 Q   |       |      |

أحداث الميدان
| رياضي     | حدث                  | أخير  | أخير  |
| رياضي     | حدث                  | مسافة | موضع  |
| --------- | -------------------- | ----- | ----- |
| ضاري بوتي | دفع الجلة للرجال F37 | 12.66 | 10    |
| فيصل سرور | دفع الجلة للرجال F63 |       | ذهبية |